# ニエリ
ニエリ（Nyeri）は、ケニア中央部の都市。首都ナイロビの約120km北、ケニア山国立公園とアバディア国立公園の間に位置している。ケニアの最高峰ケニア山を望む風光明媚な都市である。
ホワイトライノ・ホテル(The White Rhino Hotel)、アウトスパンホテル(Outspan Hotel)、Mweigaのすぐ近くにあるアバディア・カントリークラブ(Aberdare Country Club)などが古きよき時代を今に伝えている。
主な産業は農業。主要作物はコーヒーおよび紅茶で、主食としてはトウモロコシが用いられている。
ロバート・ベーデン・パウエル卿（通称B-P、ボーア戦争の英雄、ボーイスカウト運動の創設者）とその妻オレブ・ベーデン＝パウエルの墓所があり、B-Pの終の棲家であったコテージ「パックス・トゥ」（Paxtu、現在は小さな博物館になっている）は、アウトスパンホテルの敷地内にある。

## ニエリ出身の著名人
- 2004年度ノーベル平和賞受賞者、ワンガリ・マータイ (Wangari Maathai)
- ケニアの第3代大統領、ムワイ・キバキ (Mwai Kibaki)
- マウマウ団の指導者、デダン・キマジ (Dedan Kimathi)
- 高名なマラソン選手、キャサリン・ヌデレバ (Catherine Ndereba)

などがいる。